# Eikenmolen
De Eikenmolen is een helling in de Belgische gemeente Lierde (provincie Oost-Vlaanderen). Het is een smalle asfaltweg die maximaal 12,5% stijgt. De lokale inwoners spreken over de 'Sandrine' of de 'Cendrine'. Het ontstaan van deze naam is onduidelijk. Mogelijk is de naam afkomstig van het Franse cendre (as) aangezien er in de winter as op de weg werd gestrooid om meer grip te hebben.

## Wielrennen
De Eikenmolen is in 2007 voor het eerst in het parcours van de Ronde van Vlaanderen opgenomen als derde laatste helling, vlak voor de Muur van Geraardsbergen en de Bosberg en na Tenbosse. Ook in 2008 en 2009 is de Eikenmolen opgenomen in de Ronde, wederom tussen Tenbosse en de Muur-Kapelmuur.
Daarnaast is ze in 2007 en 2008 opgenomen in de eerste etappe van de Driedaagse van De Panne-Koksijde. In 2011 is ze voor de eerste maal opgenomen in de Omloop Het Nieuwsblad. In 2019 wordt ze voor het eerst beklommen in Kuurne-Brussel-Kuurne.
De helling is ook opgenomen in de rode lus van de recreatieve fietsroute Ronde van Vlaanderenroute.

## Afbeeldingen

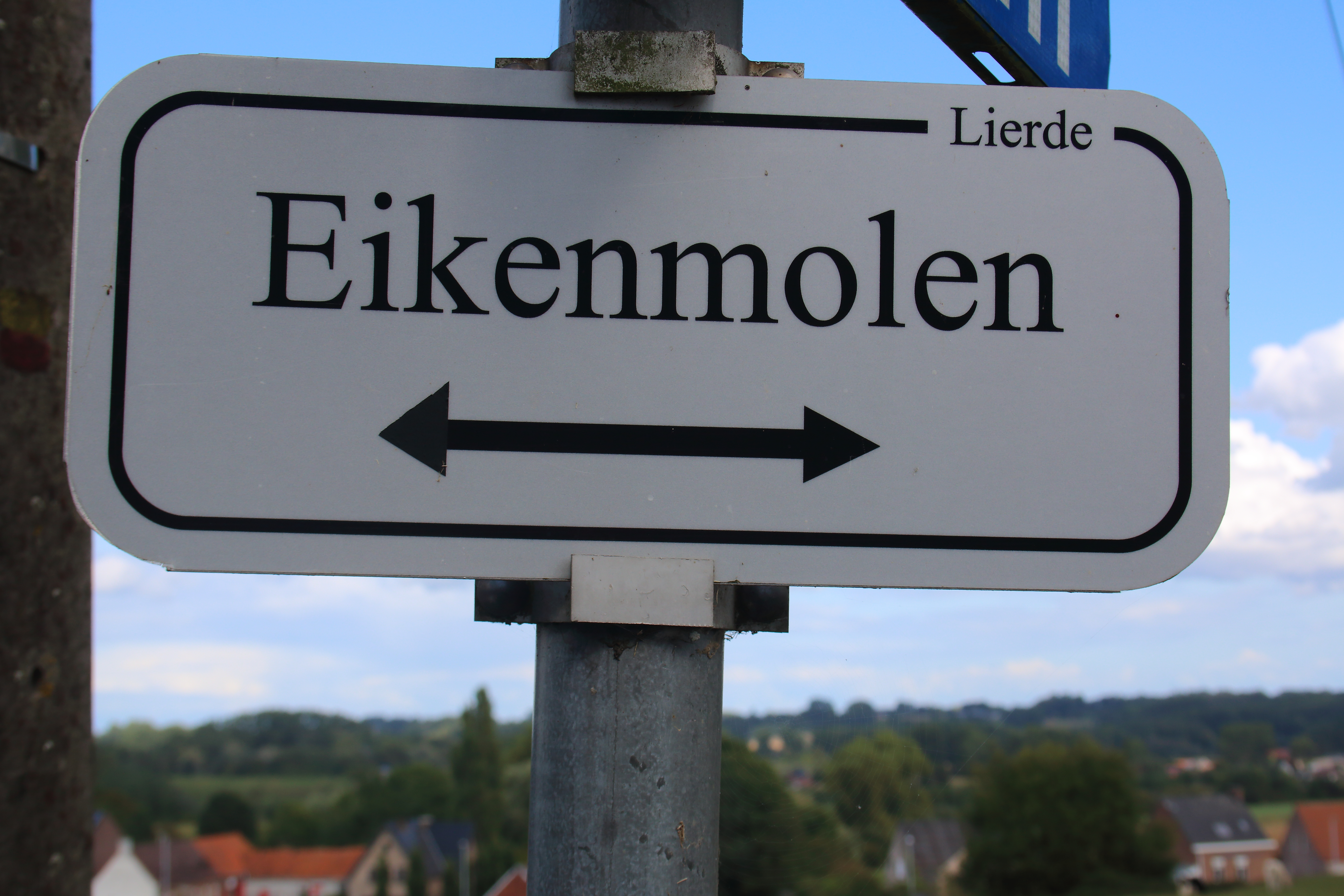
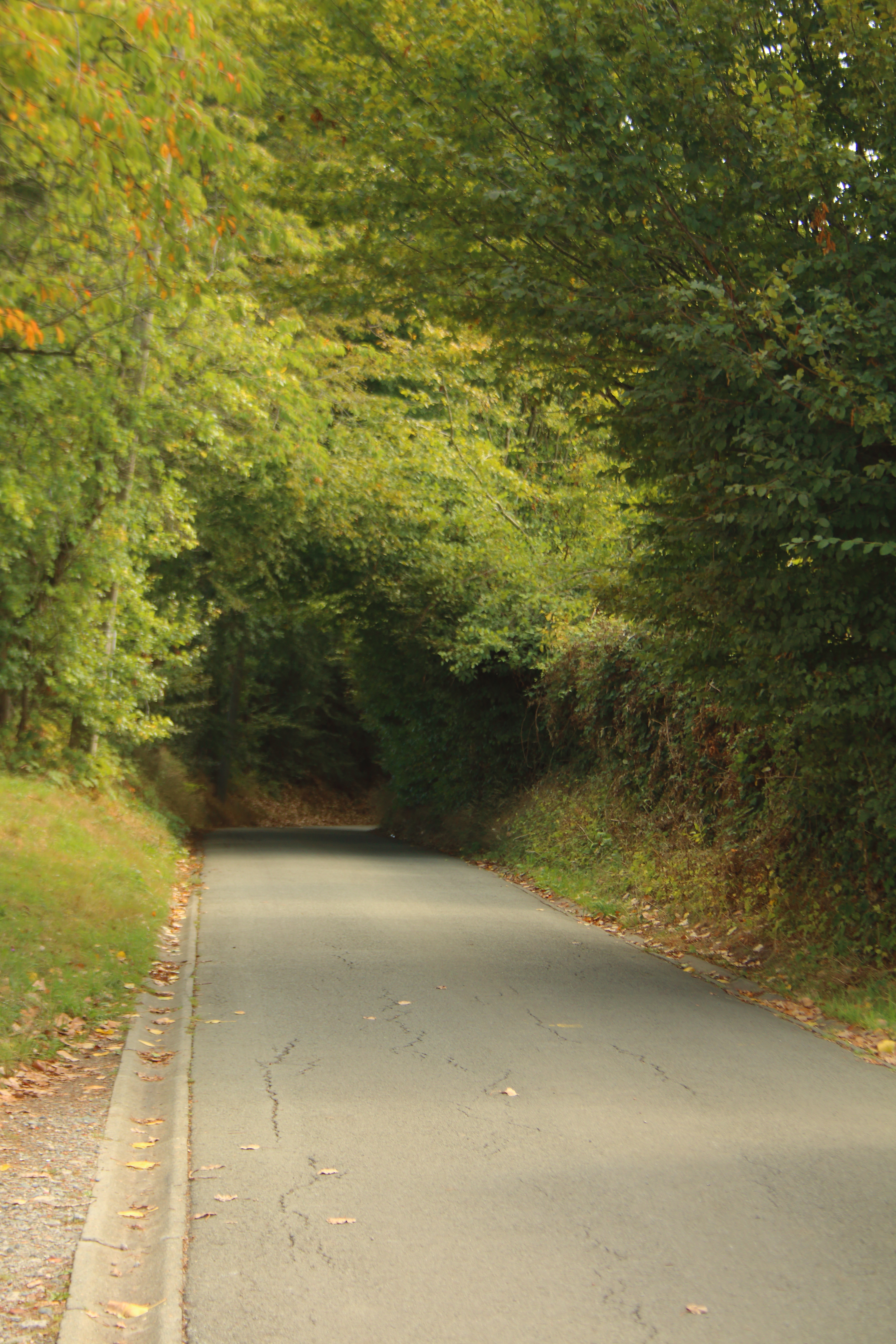